# هالبرشتات
شهر هالبراشتاتدر ایالت زاکسن-آنهالت در کشور آلمان واقع شده‌است. در این شهر یکی از مراکز اولیه پذیرش پناهندگان وجود دارد.